# Teleológia
Teleológia: (görög telosz = „cél”, lógia = „tan”), szó szerinti értelmezésben „a célok tana”, a dolgoknak a cél szempontjából való felfogása, az a felfogás, hogy bizonyos dolgok egy bizonyos cél elérése érdekében, azokat szolgálva jöttek létre vagy léteznek.
Arisztotelész, az ókor egyik legnagyobb filozófusa a dolgoknak négyféle okát különböztette meg, s ezek közt az ún. cél-ok is szerepelt. A különféle dolgok teleologikus felfogására vonatkozó vita azóta folyamatosan jelen van a filozófiában.
A teleologikus, dolgoknak célt tulajdonító felfogás ellentétét (miszerint a dolgoknak nincs céljuk) ontológiai (vagy filozófiai) naturalizmusnak szokták nevezni.

## Példák
Különféle dolgok teleologikus felfogását a történelmet szemlélve szinte állandónak mondhatjuk. Gyakori teleologikus felfogás az egész Világegyetemnek az ókori mítoszokban fellelhető antropocentrikus felfogása, miszerint a Világegyetem létrejötte, a Teremtés végső soron az ember megteremtését és uralkodását szolgálja.
Különféle filozófiai áramlatok és ideológiák az emberiség történelmét különféle végcélt és értelmet betöltőnek gondolták: a kereszténység és más ábrahámita vallások (legalábbis azokon belül elterjedtnek mondható vélekedések) szerint a történelem véges folyamat, amelynek betetőzése Isten Országának eljövetele lesz, a marxizmus a kommunizmust mint társadalmi formációt gondolta a történelem végcéljának, de nem mentesek a cél-feltételezésektől a polgári történelemfilozófusok sem (ld. Francis Fukuyama: A történelem vége), akik a polgári-liberális demokráciát gondolják a „társadalmi formák evolúciója” végének.

## Fizikoteológia
A fizikoteológia vagy teleológia görög eredetű szó, magyarul természeti istentant jelent. Az irányzat szerint a világ rendjéből, a célszerűségből lehet következtetni Isten létére, aki a világ rendjét és a célszerűséget is megteremtette. A fizikoteológia ellentéte az etikoteológia.